# Tom's Restaurant

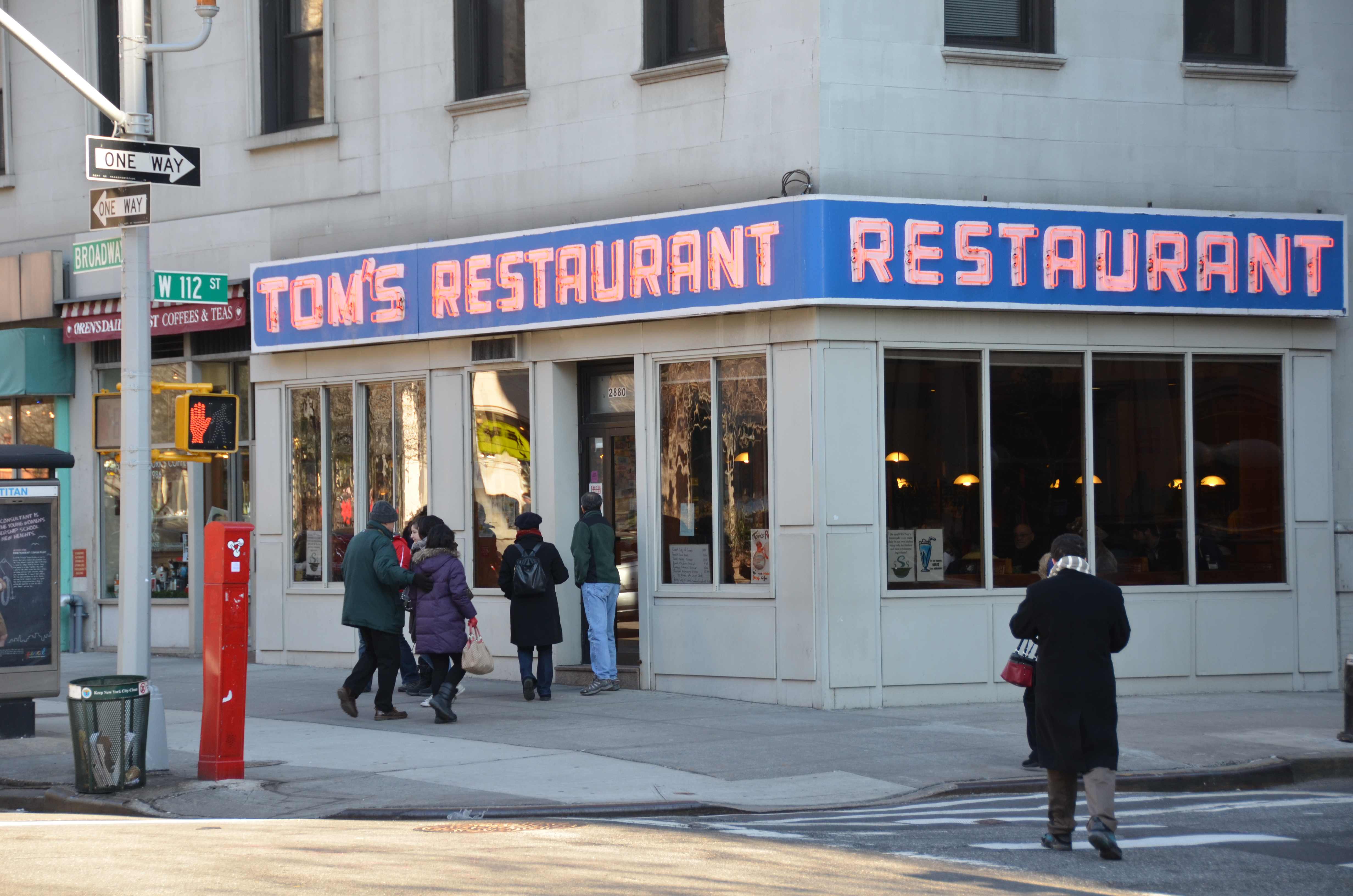
Tom's Restaurant sur Broadway.

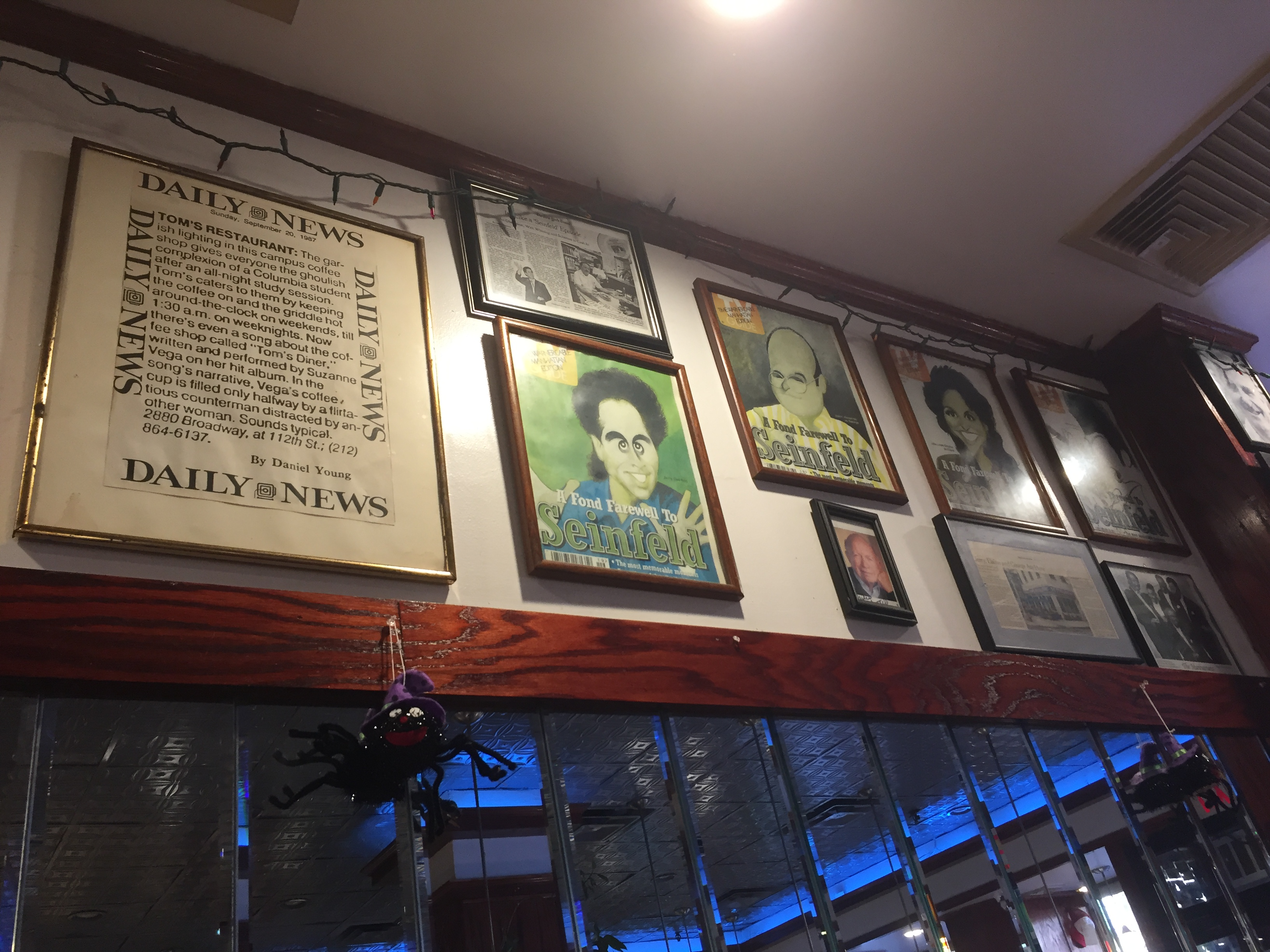
Vue de l'intérieur du diner.

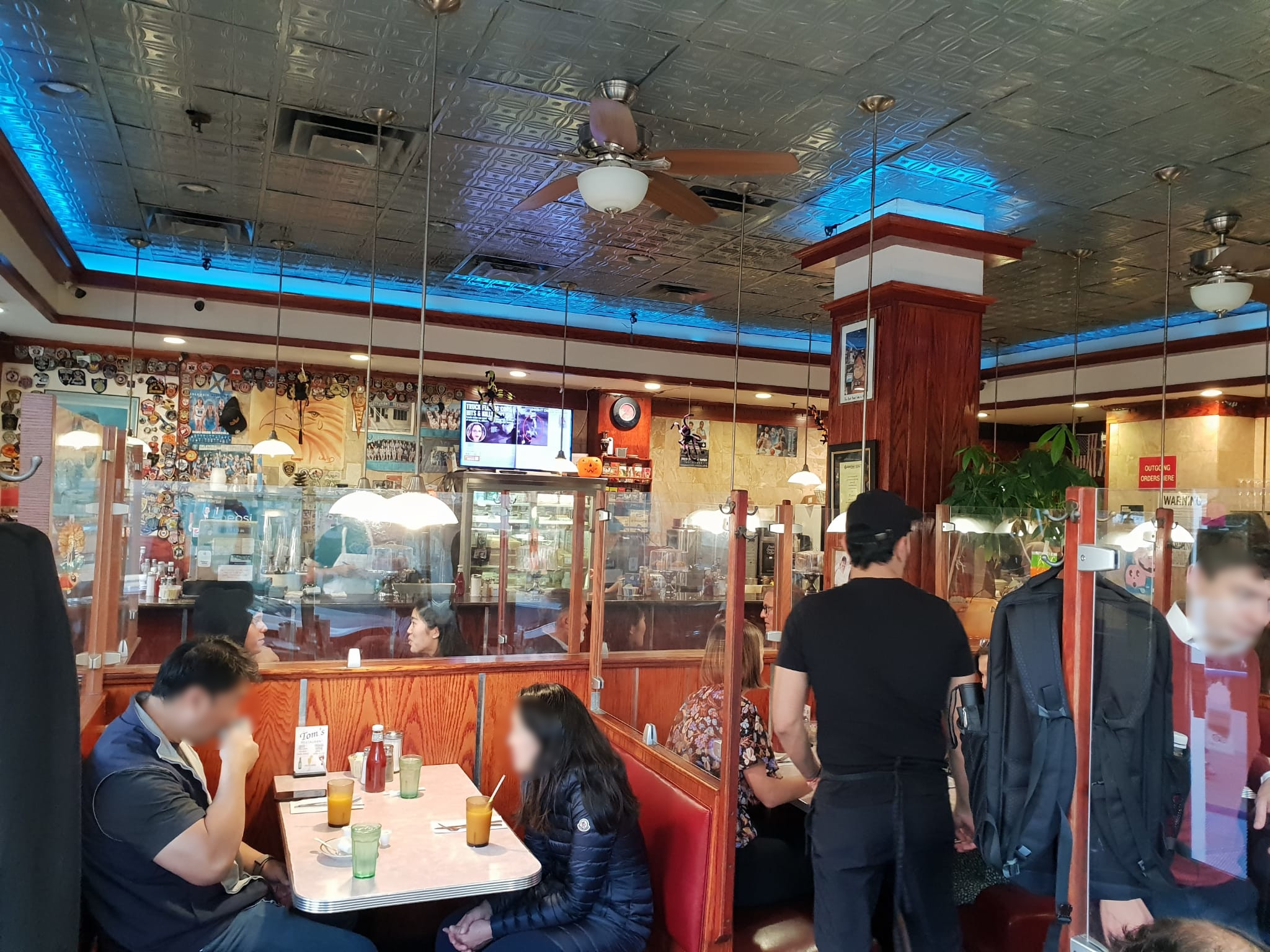
Autre vue de l'intérieur du diner (en 2024).

Tom's Restaurant est un diner situé au 2880 Broadway (au coin de la 112e rue Ouest) dans le quartier de Morningside Heights à Manhattan. Il se trouve au rez-de-chaussée de l'Armstrong Hall de l'Université Columbia, qui abrite le Goddard Institute for Space Studies. Fréquenté par les étudiants et les professeurs de Columbia, ce restaurant a été fondé par Tom Glikas dans les années 1940. Vendu à un moment indéterminé, il est depuis détenu et exploité par la famille gréco-américaine de Minas Zoulis, qui a conservé le nom d'origine.
Le sénateur John McCain mangeait souvent chez Tom lorsqu'il rendait visite à sa fille Meghan lorsqu'elle était étudiante à Columbia. De même, Barack Obama fréquentait le restaurant lorsqu'il était étudiant à Columbia.

## Dans la culture populaire
Tom's Restaurant est le lieu qui a inspiré à Suzanne Vega sa célèbre chanson a cappella « Tom's Diner » (1987).
Par ailleurs, sa façade a été utilisée comme substitut du Monk's Café fictif de la sitcom télévisée Seinfeld (1989-1998), où le personnage éponyme du comédien Jerry Seinfeld et ses amis se réunissent régulièrement pour manger ou boire un coup,. L'intérieur montré dans l'émission télévisée ressemble cependant très peu à celui du vrai diner, car ces scènes d'intérieur ont été filmées sur un plateau à Los Angeles . Les premiers épisodes de Seinfeld montraient l'intégralité de l'enseigne ; plus tard, la partie « Tom's » a été coupée ou atténuée, ne montrant que « RESTAURANT ». Même si l'intérieur et l'extérieur ont subi des rénovations mineures depuis la diffusion de la série, l'enseigne est restée la même.